# Kudirat Abiola
Kudirat Abiola (nascida Kudirat Olayinka Adeyemi), popularmente conhecida simplesmente como Kudirat Abiola (1951 – 4 de junho de 1996), foi uma ativista e política nigeriana pró-democracia. 
Ela foi assassinada enquanto seu marido, Moshood Abiola, estava sendo detido pelo governo nigeriano. Ele foi o candidato vencedor nas eleições realizadas na Nigéria em 1993 e foi preso logo depois de terem sido sumariamente anuladas pela junta governante.

## Vida
Ela nasceu em 1951 em Zaria, na Nigéria. Alhaja Kudirat Abiola foi a segunda mulher a se casar com seu marido. No momento de sua morte, ela era sua esposa sênior.
Ela foi assassinada enquanto seu marido estava sendo detido pelo governo nigeriano. Acredita-se que seu marido tenha sido o candidato vencedor nas eleições nigerianas de 1993, e ele foi preso pouco depois de terem sido anuladas pelo governo do ditador Ibrahim Babangida. O assassinato foi objeto de investigação e julgamento muitos anos depois. Segundo relatos, o assassinato foi ordenado e executado por seis homens. Abiola morreu em seu carro devido a tiros de metralhadora. Seu motorista também morreu. Sua assistente pessoal, que mais tarde foi acusada de estar envolvida com seus assassinos, estava no carro, mas não se feriu.
Seu marido continuou detido sem acusação após sua morte. Ele morreu em circunstâncias suspeitas pouco antes de ser dito que ele seria libertado em 7 de julho de 1998.

## Legado
No momento da sua morte, um anti- militar regra "Radio Democracia" tinha acabado de ser criado e foi baseada na Noruega. Foi apoiado pelos governos americano, britânico, sueco, dinamarquês e norueguês para ajudar a acabar com a ditadura militar na Nigéria. O nome da estação de rádio foi alterado para Radio Kudirat.
Em 1998, uma esquina de Nova York foi rebatizada de Kudirat Abiola Corner, apesar dos protestos do governo nigeriano.
Em outubro de 1998, o major Hamza Al-Mustapha compareceu ao tribunal com Mohammed, filho do presidente anterior Abacha, acusado do assassinato de Kudirat Abiola. No julgamento, o assassino confesso, sargento Barnabas Jabila, disse que estava obedecendo às ordens de seu superior, al-Mustapha.
Em 30 de junho de 2012, Hamza Al-Mustapha e Alhaji Lateef Shofolahan foram condenados à forca pelo assassinato de Alhaja Kudirat Abiola. Al Mustapha tinha sido um chefe de segurança presidencial enquanto Shofolahan era o assistente pessoal de sua vítima. Os dois foram posteriormente libertados em recurso por um tribunal em Lagos.
Abiola continua a ser um símbolo da luta da Nigéria pela democracia. Dezenove anos após sua morte, houve manifestações ao lado de seu túmulo.